# Smithsoniella
Smithsoniella,  monotipski rod zelenih alga čija porodična pripadnost još nije točno utvrđena. Jedina vrsta je morska alga S. earleae iz zapadnog Atlantika.